# Ruud Hesp
Rudolfus Hubertus "Ruud" Hesp (ur. 31 października 1965 w Bussum) – holenderski piłkarz grający na pozycji bramkarza. Mimo iż w drugiej połowie lat 90. występował w pierwszej jedenastce FC Barcelona, nigdy nie zagrał w reprezentacji Holandii. Z klubem ze stolicy Katalonii zdobył dwukrotnie mistrzostwo Hiszpanii, Puchar tego kraju oraz Superpuchar Europy.

## Sukcesy piłkarskie
- Puchar Holandii 1997 z Rodą Kerkrade
- mistrzostwo Hiszpanii 1998 i 1999, Puchar Hiszpanii 1998 oraz Superpuchar Europy 1997 z Barceloną

W reprezentacji Holandii nie rozegrał ani jednego meczu – IV miejsce na Mundialu 1998 (jako rezerwowy) oraz ćwierćfinał Euro 1996 (jako rezerwowy).